# Autopista del Sur de Tenerife
La autopista del Sur de Tenerife o TF-1, se encuentra en la isla homónima (Canarias, España). Parte de la capital, Santa Cruz de Tenerife, recorre el este y sur de la isla hacia el aeropuerto de Tenerife Sur y los centros turísticos del sur, finalizando en el término municipal de Santiago del Teide. Su longitud actual es de 103 km recorriendo 13 de los 31 municipios de la isla (lo que la convierte en la autopista más grande de Canarias) y constituye uno de los ejes fundamentales de los transportes de la isla de Tenerife. Los primeros 87 kilómetros discurren por una autopista y los 16 finales por una vía rápida de tres carriles, dos hacia Santiago del Teide y uno hacia Guía de Isora, conocido como «anillo insular de Tenerife».

## Historia
A comienzos de los años 70, el turismo empezó a despuntar como principal motor económico de la isla de Tenerife. La presencia en la zona norte de una autopista, que conectaba con el Aeropuerto de Tenerife Norte y el Puerto de la Cruz había fomentado el crecimiento turístico de esa zona, lo que llevó a las autoridades a diseñar una autopista que enlazara Santa Cruz con el nuevo Aeropuerto de Tenerife Sur, con el fin de desarrollar la parte meridional de la isla.
El trazado, en un principio, se había planteado como una obra completa y con un trazado muy ambicioso; sin embargo, la cada vez mayor crisis económica del país y la falta de presupuesto obligó a un desarrollo por tramos, tal y como se explica en el siguiente párrafo, así como a un trazado más adaptado a la orografía del terreno, lo que conllevó limitaciones importantes en futuras ampliaciones.
La autopista de cuatro carriles (dos por sentido) se inauguró primero a lo largo del municipio de Santa Cruz de Tenerife (Avenida de Anaga - Barrio de Añaza, 1974) y llegando posteriormente hasta Güímar. Luego se prolongó hasta el Aeropuerto de Tenerife Sur (1987) y a lo largo de los 90 se extendió hasta Arona y Adeje. El desarrollo de la zona sureste de la isla tuvo una gran parte de empuje después de la construcción de la TF-1 en 1978. Por ejemplo, urbanización del pueblo de Abades se realizó posterior a la apertura de esta autopista. Esta termina en una rotonda en Santiago del Teide, desde donde se continúa por la carretera TF-82 hasta El Tanque y se enlaza con la Autopista del Norte (TF-5).
En el mes de noviembre de 2003 se iniciaron oficialmente las obras para ampliar la autopista a seis carriles (tres por sentido) entre los PK. 0,000 (sur de Santa Cruz de Tenerife) y 20,400 (enlace del polígono industrial Valle de Güímar) debido a los colapsos producidos por los 100.000 vehículos que diariamente utilizan este tramo de vía. De este modo la autopista quedará dotada de dos calzadas de 10,50 metros, una en cada sentido, con tres carriles de 3,50 en cada una, arcenes exteriores de 2,50 e interiores de 1,00 y una mediana con una anchura mínima de 4,00 metros. El día 13 de abril de 2007 entraron en servicio los seis carriles en el tramo de casi 7 km comprendido entre Las Caletillas y Arafo, incluyendo tres nuevos puentes y una pasarela peatonal, ubicada en Candelaria.
Además paralelo a la autopista se encuentra el llamado "Camino del Peregrino" una vía que discurre por los municipios de Candelaria, El Rosario y Santa Cruz de Tenerife. Esta vía es utilizada por los peregrinos que acuden a pie a la Villa Mariana de Candelaria para celebrar las Fiestas de la Patrona de Canarias, la Virgen de Candelaria. Esta vía también permanece abierta durante todo el año.

## Recorrido
La TF-1 tiene tres tramos principales: uno categorizado como autopista hasta, aproximadamente, el p.k. 88, discurriendo desde Santa Cruz hasta Guía de Isora; y otro caracterizado como vía para automóviles (un solo carril por sentido con cruces a distinto nivel) que llega hasta Santiago del Teide.

### Salidas
| Salida | Sentido Sur (ascendente) | Sentido Sur (ascendente)                                                               | Sentido Norte (descendente)                                             | Sentido Norte (descendente) | Carretera que enlaza | Notas                                                                                            |
| Salida | Carriles                 | Salida                                                                                 | Salida                                                                  | Carriles                    | Carretera que enlaza | Notas                                                                                            |
| ------ | ------------------------ | -------------------------------------------------------------------------------------- | ----------------------------------------------------------------------- | --------------------------- | -------------------- | ------------------------------------------------------------------------------------------------ |
| 1      |                          |                                                                                        | Rambla de Santa Cruz Tres de Mayo Avda. Marítima La Salle               |                             | TF-5                 |                                                                                                  |
| 2      |                          | Mercatenerife El Mayorazgo Costa Sur Chamberí                                          | La Laguna Mercatenerife El Mayorazgo Costa Sur Chamberí                 |                             | TF-29                |                                                                                                  |
| 3      |                          |                                                                                        | Santa Cruz de Tenerife Avda. Marítima Puerto                            |                             | TF-4                 |                                                                                                  |
| 4      |                          | Hoya Fría Añaza Santa María del Mar Parque Comercial Las Chumberas La Laguna / ✈ Norte |                                                                         |                             | TF-2                 |                                                                                                  |
| 6A     |                          |                                                                                        | Las Chumberas La Laguna / ✈ Norte                                       |                             | TF-2                 |                                                                                                  |
| 6B     |                          | Añaza Santa María del Mar Parque Comercial                                             |                                                                         |                             |                      |                                                                                                  |
| 7      |                          | El Rosario La Campana El Chorrillo El Tablero Radazul Bocacangrejo                     | El Chorrillo El Tablero                                                 |                             |                      | Barranco del Humilladero Límite municipal entre Santa Cruz de Tenerife (A) / El Rosario (D)      |
| 9      |                          |                                                                                        | El Rosario La Campana Radazul Bocacangrejo                              |                             |                      |                                                                                                  |
| 10     |                          | Tabaiba                                                                                | Tabaiba                                                                 |                             |                      |                                                                                                  |
| 11     |                          | Barranco Hondo                                                                         | Barranco Hondo                                                          |                             | TF-287               | Barranco Hondo Límite municipal entre El Rosario (A) / Candelaria (D)                            |
| 14     |                          | Las Caletillas Igueste de Candelaria                                                   | Las Caletillas Igueste de Candelaria                                    |                             |                      |                                                                                                  |
| 15     |                          | Puntalarga                                                                             | Puntalarga                                                              |                             |                      |                                                                                                  |
| 17     |                          | Candelaria Araya                                                                       | Candelaria Araya                                                        |                             | TF-283               |                                                                                                  |
| 19     |                          |                                                                                        |                                                                         |                             |                      | Límite municipal entre Candelaria (A) / Arafo (D)                                                |
| 20     |                          | Arafo Güimar El Teide                                                                  | Arafo Güimar El Teide                                                   |                             | TF-281               | Límite municipal entre Arafo (A) / Güímar (D)                                                    |
| 22     |                          | Güímar Puertito de Güímar                                                              | Güímar Puertito de Güímar                                               |                             | TF-61                |                                                                                                  |
| 25     |                          | Túnel de Güimar (182 m)                                                                | Túnel de Güimar (182 m)                                                 |                             |                      |                                                                                                  |
| 26     |                          | Punta Prieta La Caleta                                                                 | Punta Prieta La Caleta                                                  |                             | TF-616               |                                                                                                  |
| 30     |                          | El Tablado El Escobonal                                                                | El Tablado El Escobonal                                                 |                             | TF-617               |                                                                                                  |
| 31     |                          |                                                                                        |                                                                         |                             |                      | Barranco de Herques Límite municipal entre Güímar (A) / Fasnia (D)                               |
| 32     |                          | Fasnia Los Roques                                                                      | Fasnia Los Roques                                                       |                             | TF-620               |                                                                                                  |
| 35     |                          | Las Eras Icor Las Eras Altas                                                           | Las Eras Icor Las Eras Altas                                            |                             | TF-622               | Barranco de las Ceras Límite municipal entre Fasnia (A) / Arico (D)                              |
| 39     |                          | Arico Viejo Porís de Abona                                                             | Arico Viejo Porís de Abona                                              |                             | TF-625               |                                                                                                  |
| 42     |                          | Villa de Arico Abades                                                                  | Villa de Arico Abades                                                   |                             | TF-629               |                                                                                                  |
| 46     |                          | Tajao Complejo Ambiental                                                               | Tajao Complejo Ambiental                                                |                             | TF-632               |                                                                                                  |
| 47     |                          |                                                                                        |                                                                         |                             |                      | Barranco del Río Límite municipal entre Arico (A) / Granadilla de Abona (D)                      |
| 49     |                          | Chimiche El Río Las Maretas                                                            | Chimiche El Río Las Maretas                                             |                             |                      |                                                                                                  |
| 50     |                          | Puerto de Granadilla Polígono Industrial (Acceso A)                                    | Puerto de Granadilla Polígono Industrial (Acceso A)                     |                             |                      |                                                                                                  |
| 52     |                          | Puerto de Granadilla Polígono Industrial (Acceso B)                                    | Puerto de Granadilla Polígono Industrial (Acceso B)                     |                             |                      |                                                                                                  |
| 54     |                          | Granadilla de Abona Chimiche                                                           |                                                                         |                             |                      |                                                                                                  |
| 56     |                          | San Isidro El Médano                                                                   | San Isidro Granadilla de Abona El Médano                                |                             | TF-64                |                                                                                                  |
| 59     |                          | Aeropuerto de Tenerife Sur                                                             | Aeropuerto de Tenerife Sur                                              |                             |                      |                                                                                                  |
| 62     |                          | Las Chafiras San Miguel Los Abrigos                                                    |                                                                         |                             | TF-65                | Barranco de la Orchilla Límite municipal entre Granadilla de Abona (A) / San Miguel de Abona (D) |
| 63     |                          | Las Chafiras Guargacho                                                                 | Las Chafiras San Miguel Los Abrigos Guargacho                           |                             |                      |                                                                                                  |
| 65     |                          |                                                                                        |                                                                         |                             |                      | Límite municipal entre San Miguel de Abona (A) / Arona (D)                                       |
| 66     |                          | Las Galletas Parque la Reina Cho                                                       | Las Galletas Parque la Reina Cho                                        |                             |                      |                                                                                                  |
| 69     |                          | Valle de San Lorenzo Guaza Las Galletas                                                | Valle de San Lorenzo Guaza Las Galletas                                 |                             | TF-66                |                                                                                                  |
| 72     |                          | Puerto de Los Cristianos Arona Vilaflor El Teide                                       | Puerto de Los Cristianos Arona Vilaflor El Teide                        |                             | TF-28                |                                                                                                  |
| 73     |                          | Playa de las Américas                                                                  | Playa de las Américas                                                   |                             |                      | Barranco del Rey Límite municipal entre Arona (A) / Adeje (D)                                    |
| 74     |                          | San Eugenio                                                                            |                                                                         |                             |                      |                                                                                                  |
| 76     |                          | Costa Adeje Torviscas Playa Fañabé                                                     | San Eugenio                                                             |                             |                      |                                                                                                  |
| 78     |                          | Costa Adeje La Caleta Fañabé                                                           | Costa Adeje La Caleta Fañabé                                            |                             |                      |                                                                                                  |
| 79A    |                          | Adeje                                                                                  | Adeje                                                                   |                             |                      |                                                                                                  |
| 79B    |                          | Las Nieves Los Olivos                                                                  |                                                                         |                             |                      |                                                                                                  |
| 81     |                          | Los Menores Armeñime Playa Paraíso                                                     | Los Menores Armeñime Playa Paraíso                                      |                             | TF-82 TF-47          |                                                                                                  |
| 86     |                          | Viaducto de Erques                                                                     | Viaducto de Erques                                                      |                             |                      | Barranco de Erques Límite municipal entre Adeje (A) / Guía de Isora (D)                          |
| 87     |                          | Vera de Erques Lago Abama Playa de San Juan Acantilados de Los Gigantes                | Vera de Erques Lago Abama Playa de San Juan Acantilados de Los Gigantes |                             | TF-465 TF-45         |                                                                                                  |
| 88     |                          | Tejina de Isora Piedra Hincada                                                         | Tejina de Isora Piedra Hincada                                          |                             |                      |                                                                                                  |
| 92     |                          | Guía de Isora Playa de San Juan Alcalá                                                 | Guía de Isora Playa de San Juan Alcalá                                  |                             | TF-463               |                                                                                                  |
| 96     |                          | Chío Tamaimo Acantilados de Los Gigantes El Teide                                      | Chío Tamaimo Acantilados de Los Gigantes El Teide                       |                             | TF-82                |                                                                                                  |
| 97     |                          |                                                                                        |                                                                         |                             |                      | Límite municipal entre Guía de Isora (A) / Santiago del Teide (D)                                |
| 99     |                          | Túnel de El Bicho (1095 m)                                                             | Túnel de El Bicho (1095 m)                                              |                             |                      |                                                                                                  |
| 101    |                          | Santiago del Teide Las Manchas Arguayo                                                 | Santiago del Teide Las Manchas Arguayo                                  |                             | TF-82 TF-375         |                                                                                                  |

### Municipios atravesados
- Santa Cruz de Tenerife
- El Rosario
- Candelaria
- Arafo
- Güímar
- Fasnia
- Arico
- Granadilla de Abona
- San Miguel de Abona
- Arona
- Adeje
- Guía de Isora
- Santiago del Teide (inc. Tamaimo)
- El Tanque

## Futuro
Tras la finalización de las obras hacia Santiago del Teide, se han adjudicado las obras del tramo que conecta Santiago del Teide con El Tanque
En marzo del 2022 salió la licitación del 3.er carril entre Guaza y Los Cristianos, además del soterramiento  de la misma entre el Siam Park y el centro comercial X-Sur. Por otro lado también se licitó el cuarto carril entre el cruce de Vera de Erques y Santiago del Teide.